# Izba rozliczeniowa
Izba rozliczeniowa (ang. clearing house) – podmiot, do którego obowiązków należy obliczanie należności lub zobowiązań netto instytucji, partnera centralnego lub agenta rozrachunkowego.
Domy clearingowe działają jako trzecia strona wszelkich kontraktów terminowych i opcyjnych – działając jako kupujący dla każdego sprzedającego członka clearingowego i jako sprzedający dla każdego kupującego członka clearingowego.
W telekomunikacji domy clearingowe pośredniczą w wymianie danych na temat opłat za połączenia roamingowe.